# Blackburn Velos
Blackburn T.3 Velos là một loại thủy phi cơ phòng thủ bờ biển của Anh trong thập niên 1920, do hãng Blackburn Aeroplane & Motor Company Limited, Brough Aerodrome và Greek National Aircraft Factory chế tạo.

## Quốc gia sử dụng

### Dân sự
Anh Quốc
- North Sea Aerial and General Transport Company Limited

### Quân sự
Greece
- Không quân Hy Lạp
- Hải quân Hy Lạp

## Tính năng kỹ chiến thuật (T.3A Velos bản trên bộ)
Dữ liệu lấy từ Blackburn Aircraft since 1909 
Đặc điểm tổng quát
- Kíp lái: 3
- Chiều dài: 35 ft 6 in (10,82 m)
- Sải cánh: 48 ft 6 in (14,78 m)
- Chiều cao: 12 ft 3 in (3,73 m)
- Diện tích cánh: 654 ft² (60,76 m²)
- Trọng lượng rỗng: 3.765 lb (1.711 kg)
- Trọng lượng cất cánh tối đa: 6.370 lb (2.895 kg)
- Động cơ: 1 × Napier Lion IIB or V, 450 hp (336 kw)

 Hiệu suất bay 
- Vận tốc cực đại: 107 mph (93 kn, 172 km/h)
- Vận tốc hành trình: 71 mph (62 kn, 114 km/h)
- Trần bay: 13.400 ft (4.300 m)
- Vận tốc lên cao: 620 ft/phút (3,2 m/s)
- Tải trên cánh: 9,74 lb/ft² (47,6 kg/m²)
- Công suất/trọng lượng: 0,071 hp/lb (0,12 kW/kg)
- Thời gian bay: 4½ h

Trang bị vũ khí

- Súng: 1 × súng máy Lewis.303 in (7,7 mm)
- Bom: 1 × ngư lôi 18 in (457 mm) hoặc 4 × quả bom 230 lb (104 kg)